# موبي بلاتيني دياس راموس
موبي بلاتيني دياس راموس (22 يونيو 1987 في ساو باولو في البرازيل – )؛ هو لاعب كرة قدم كان يلعب كلاعب وسط.

## وصلات خارجية
- موبي بلاتيني دياس راموس على موقع رابطة كرة القدم اليابانية للمحترفين (اليابانية)
- موبي بلاتيني دياس راموس على موقع قاعدة بيانات كرة القدم.إي يو (الإنجليزية)
- موبي بلاتيني دياس راموس على موقع Soccerway.com (الإنجليزية)
- موبي بلاتيني دياس راموس على موقع عالم كرة القدم.نت (الإنجليزية)